# TPC Eagle Trace
De TPC Eagle Trace is een golfclub in Coral Springs, Florida.
TPC staat voor Tournament Players Club, een netwerk van 32 golfclubs (2011) in de Verenigde Staten. Daarvan zijn 13 openbaar en 19 besloten. TPC Sawgrass in Florida is de oudste TPC baan. Hij werd in 1980 door Pete Dye ontworpen. De TPC introduceerde een nieuwe standaard in de Amerikaanse golfwereld. Het TPC project werd ondersteund door de Amerikaanse PGA Tour om banen aan te leggen die het niveau van de Tour zouden inspireren.
Eagle Trace werd in 1983 geopend en behoort tot de besloten clubs. De club heeft 325 leden. 
De baan werd ontworpen door Arthur Hills. Er is veel water en er zijn slechts 41 bunkers. De baan heeft een par van 72. De baan is omringd door 950 huizen. Voor de bewoners is er ook een tenniscentrum. 
De Honda Classic werd hier gespeeld van 1984-1991. Van 1997-2002 werd de Classic op een TPC Heron Bay gespeeld.

In 2007 werd een samenwerking met de Heritage Golf Group aangegaan, die al 16 golfbanen in portefeuille had. Vier TPC banen werden aan Heritage verkocht: TPC Eagle Trace, TPC Michigan, TPC Piper Glen en TPC Prestancia. De naam van de clubs blijft volgens contract hetzelfde, incl. TPC. 